# Dieter Seifert
Dieter Seifert (* 1941 in Brüx) ist ein deutscher Ingenieur und Erfinder.

## Leben und Wirken
Nach einem Maschinenbaustudium am Rudolf-Diesel-Polytechnikum Augsburg war er jeweils für einige Jahre tätig als Sachbearbeiter bei der Escher Wyss AG in Zürich und Projektingenieur bei der Gesellschaft für Kernforschung, Karlsruhe. Danach setzte er seine wissenschaftliche Ausbildung fort durch ein Maschinenbau/Verfahrenstechnik-Studium an der TH München, gefolgt von einer Mitarbeit als Wissenschaftlicher Assistent am Lehrstuhl B für Verfahrenstechnik der TU München bei Alfons Mersmann. 1977 erfolgte die Promotion zum Dr.-Ing. an der TU München. Von 1977 bis 2001 war er (leitender) Angestellter in der Entwicklung und Produktion von Photovoltaik-Silizium, hochreinem Silizium und Silizium-Wafern bei der Wacker Chemie bzw. deren Tochter Siltronic AG, Burghausen.

Neben seiner beruflichen Tätigkeit widmete sich Dieter Seifert wesentlich der Entwicklung einfacher und nachhaltiger Technik.

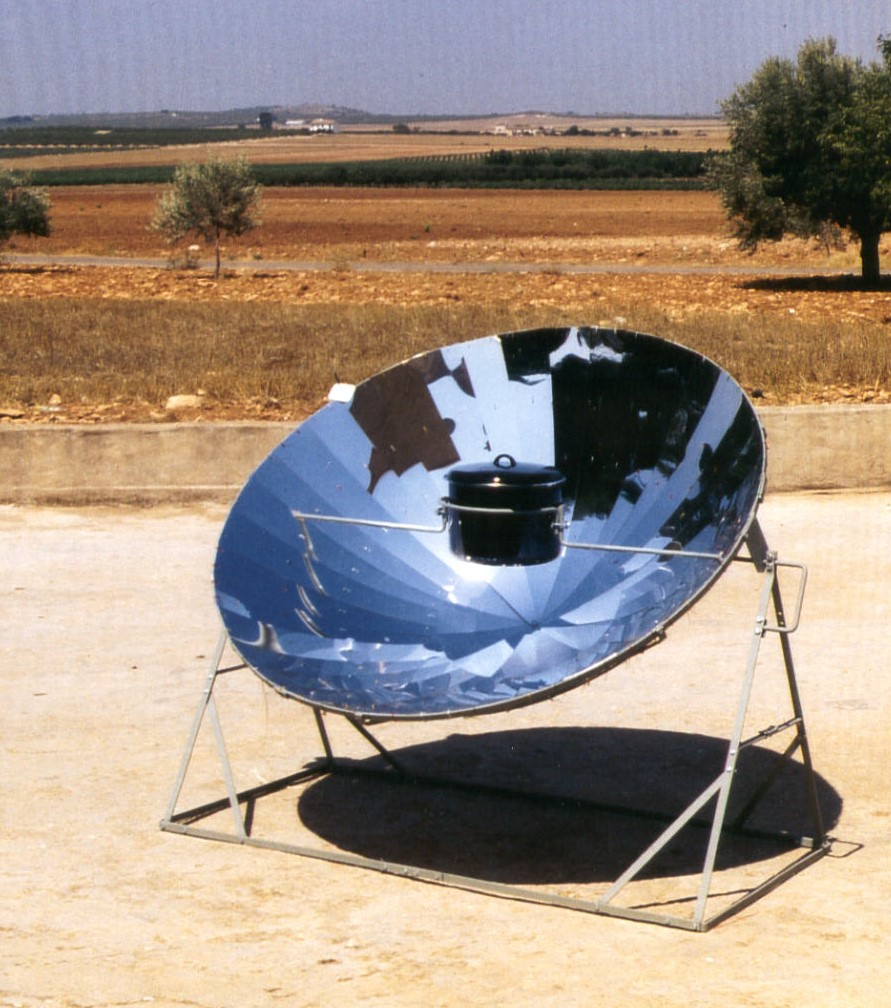
Solarkocher SK12

## Erfindungen und Entwicklungen

### Solarkocher
Bekannt wurde Seifert durch die Entwicklung der ersten brauchbaren Solarkocher für Haushalte. Der Durchbruch gelang mit der Konstruktion des Typen SK12. Später folgte das nur noch in Details verbesserte Modell SK14. Beide sind Vorbild für die meisten weiteren Parabol-Solarkocher-Bauweisen, und er inspirierte damit andere Konstrukteure zu Nachbauten und Abwandlungen.

### Holzöfen
Als Ergänzung und Alternative zu Solarkochern konstruierte er für den Einsatz in Entwicklungsländern und Krisengebieten einfache Brennholz-sparende Kochherde. Zum Einsatz kommen die Modelle Save80, und Ben. Mit diesen stieß Seifert ebenfalls eine Entwicklungstätigkeit an.

### Nachführeinrichtung
Eine wichtige Erfindung im Bereich der Solarenergie ist die VIAX-Nachführung. Mit dieser kann durch einen einzigen Antrieb eine zweiachsige Nachführung von Solar-Paneelen oder -Kochern erreicht werden.

### Methoden und Konzepte
Für das Ziel, die Technik des solaren oder Brennholz sparenden Kochens den Zielgruppen bekannt und verfügbar zu machen, verfolgte und verfolgt Seifert verschiedene Wege:

### Open-Source-Ansatz
Von Anfang an strebte Seifert eine Vorgehensweise bei Entwicklung und Verbreitung seiner technischen Entwürfe an, die heute als open source bekannt ist, im speziellen Fall genauer "OSAT" (Abk. für Open-source appropriate technology). Die Konstruktionszeichnungen der Solarkocher wurden Interessenten frei zur Verfügung gestellt, mit Ermunterung zu Nachbau und Weiterentwicklung. Die Herstellung soll möglichst vor Ort mit den vorhandenen Möglichkeiten erfolgen, wofür insbesondere der SK12 optimiert ist. In den entscheidenden Jahren (vor 2000) waren jedoch die Voraussetzungen für ein produktives open source-Geschehen noch ungünstig im Vergleich zu heute (Internet mit seinen Foren und Plattformen), so dass sich die oben beschriebene Rezeption erst spät ereignen konnte.

### Partnerorganisationen
Seifert betreibt sowohl eine langfristige Zusammenarbeit mit Organisationen aus dem Entwicklungshilfe-Bereich, sowie fallweise mit anderen Partnern, insbesondere:
- 2002 durch die GTZ eingeladen als Experte beim UN World Summit on Sustainable Development in Johannesburg/Südafrika.
- 2004 für den Senior Expert Service tätig am Eco-Center ICNEER und Gadhia Solar, Valsad/Indien, zur Verbreitung der solaren Kochtechnik.
- 2007 Solarkocherbaukurse und CDM-Information in Ningxia/China.[15]

### CDM-Projekte
Seifert realisierte außerdem das erste CDM-Projekt, das solares Kochen zum Gegenstand hatte. Zu diesem Zweck gründete er mit Partnern die Firma Climate Interchange, deren Vorstandsvorsitzender er lange Zeit war.

### Motivation
Seifert erfasste und reagierte auf Probleme und Folgen einer nicht nachhaltigen Brennholznutzung in den trockeneren Gebieten der Erde spätestens 1984, bevor diese Problematik in das Bewusstsein der Allgemeinheit gelangte. Es sind dies die praktischen Schwierigkeiten der Bevölkerung bei der Brennholzbeschaffung, Desertifikation, Klimawandel und Armutsbekämpfung.

### Sonstiges
Sein Versuch, für einfache nachhaltige Technik den Begriff „Permatechnik“ einzuführen, in Entsprechung zu „Permakultur“, ist bisher nicht gelungen.

## Auszeichnungen
- 1988: Silbermedaille der 16. Internationalen Erfindermesse Genf[20]
- 2001: Bundesverdienstkreuz am Bande[18][17]
- 2001: Premio Sol y Paz der Fondación Terra, Barcelona
- 2003: Bezirksmedaille in Silber für Verdienste um den Bezirk Oberbayern[17][21]
- 2012: Auszeichnung „Für die Solidarität“ von INTERSOL, Salzburg

## Veröffentlichungen (Auswahl)
- Untersuchung der Kristallisation von Kaliumchlorid aus wässriger Lösung, VDI-Forschungsheft 591, VDI-Verlag, Düsseldorf 1979, ISBN 3-18-850591-4.
- Staatsinstitut für Schulpädagogik und Bildungsforschung München, Abteilung Berufliche Schulen (Hrsg.): Modellversuch „Umwelterziehung – eine Aufgabe der Berufsschule“ „Wir kochen mit Sonne...,“ Anregung für einen projekt- und problemorientierten Unterricht im Bereich Metalltechnik.  2. Auflage. Hintermaier, München 1992, ISBN 3-88917-113-3.
- Neue Konzepte für nachgeführte PV-Generatoren und Solarkocher. In: 9. Internationales Sonnenforum '94 - Stuttgart, S. 1406–1413.
- Solar Cooker SK12 - Experiences and Visions In: EuroSun'96 10. Internationales Sonnenforum, S. 1483–1487.
- Präsentation zur Jahrestagung der EG-Solar, Altötting, 2017. (PDF) Archiviert vom Original am 8. Oktober 2018; abgerufen am 27. Dezember 2024.
- Präsentation zur Jahrestagung der EG-Solar, Altötting, 2019. (PDF) Abgerufen am 27. Dezember 2024.
- Kooperation beim Klimaschutz. (PDF) In: Sonnenenergie: Zeitschrift für Erneuerbare Energien und Energieeffizienz, Ausgabe 01/2019. S. 48–49, abgerufen am 27. Dezember 2024.
- Brennholzöfen Ben 2 und Ben 3, 2015. (PDF) Abgerufen am 27. Dezember 2024.
- mit José Manuel Vilchez: Linking Climate Protection and Poverty Reduction: Opportunities through open Source appropriate Technologies. Selbstverlag, 2024, ISBN 979-8346254928 (englisch)